# Коневка (Вологодская область)
Коневка — деревня в Вожегодском районе Вологодской области.
Входит в состав Тигинского сельского поселения, с точки зрения административно-территориального деления — в Тигинский сельсовет.
Расстояние по автодороге до районного центра Вожеги — 25 км, до центра муниципального образования Гридино — 5 км. Ближайшие населённые пункты — Савинская, Щеголиха, Малая, Петровка, Левинская.
По переписи 2002 года население — 81 человек (44 мужчины, 37 женщин). Всё население — русские.